# Люкс-Сёмберрот
Люкс-Сёмберро́т (фр. Luxe-Sumberraute) — коммуна во Франции, находится в регионе Аквитания. Департамент — Атлантические Пиренеи. Входит в состав кантона Пеи-де-Бидаш, Амикюз и Остибар. Округ коммуны — Байонна.
Код INSEE коммуны — 64362.

## География
Коммуна расположена приблизительно в 670 км к юго-западу от Парижа, в 175 км южнее Бордо, в 60 км к западу от По.

### Климат
Климат тёплый океанический. Зима мягкая, средняя температура января — от +5°С до +13°С, температуры ниже −10 °C бывают редко. Снег выпадает около 15 дней в году с ноября по апрель. Максимальная температура летом порядка 20-30 °C, выше 35 °C бывает очень редко. Количество осадков высокое, порядка 1100 мм в год. Характерна безветренная погода, сильные ветры очень редки.

## Население
Население коммуны на 2010 год составляло 320 человек.
| 1962 | 1968 | 1975 | 1982 | 1990 | 1999 | 2010 |
| ---- | ---- | ---- | ---- | ---- | ---- | ---- |
| 224  | 271  | 190  | 163  | 213  | 255  | 320  |

## Администрация
| Период | Период | Фамилия        | Партия                                                                                    | Примечания                   |
| ------ | ------ | -------------- | ----------------------------------------------------------------------------------------- | ---------------------------- |
| 1995   | 2020   | Бартелеми Агер | Союз за французскую демократию → Демократическое движение → Союз демократов и независимых | генеральный советник кантона |

## Экономика
В 2010 году среди 213 человек трудоспособного возраста (15-64 лет) 159 были экономически активными, 54 — неактивными (показатель активности — 74,6 %, в 1999 году было 78,3 %). Из 159 активных жителей работали 151 человек (89 мужчин и 62 женщины), безработных было 8 (1 мужчина и 7 женщин). Среди 54 неактивных 20 человек были учениками или студентами, 17 — пенсионерами, 17 были неактивными по другим причинам.

## Достопримечательности
- Церковь Успения Божьей Матери (XIX век)[4]
- Средневековый замок Сеньёр-де-Люкс. Исторический памятник с 1996 года[5]
- Замок Сёмберрот, или Жорегья (XVII век). Исторический памятник с 1993 года[6]

## Фотогалерея

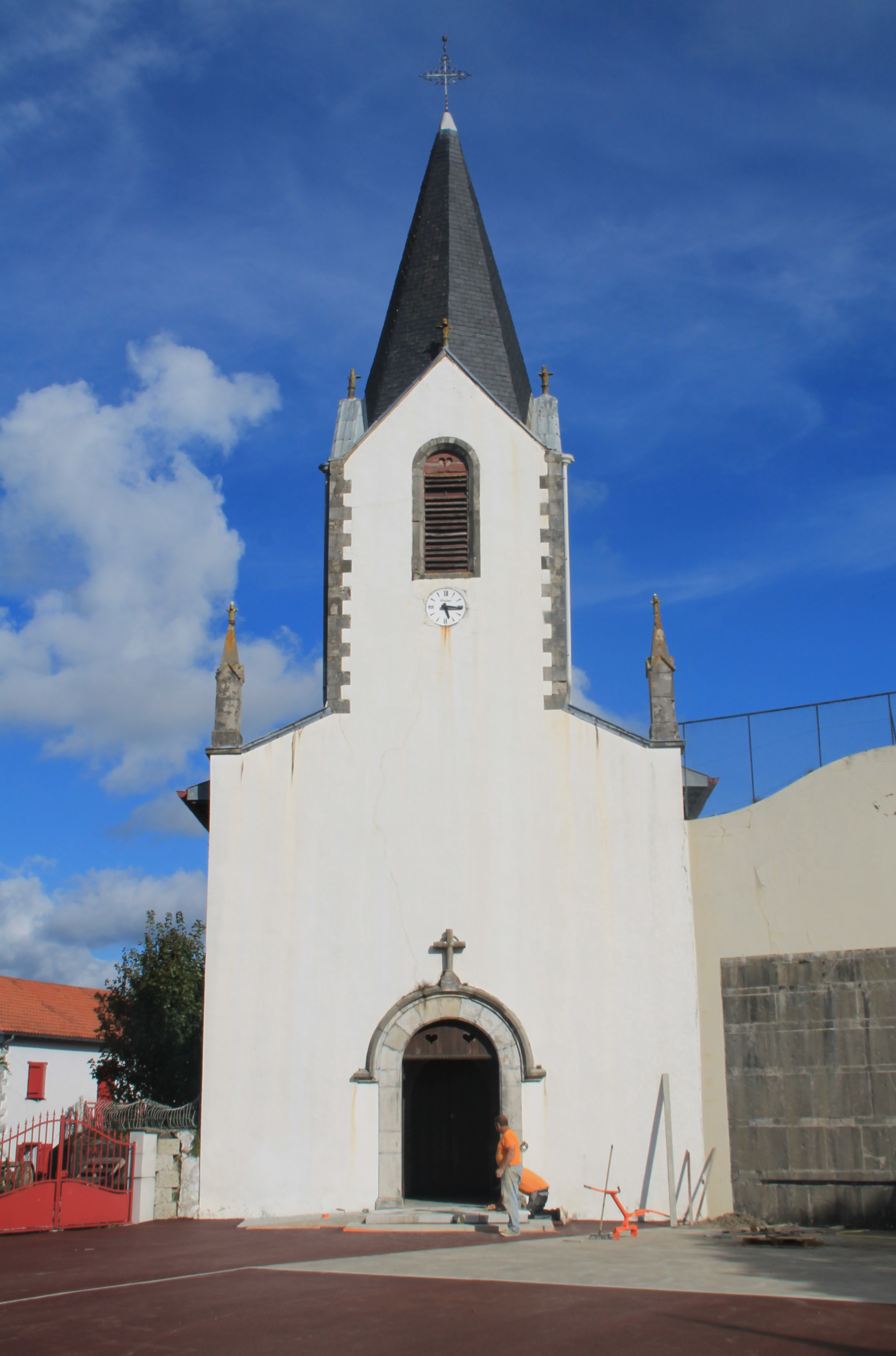
Церковь Успения Божьей Матери
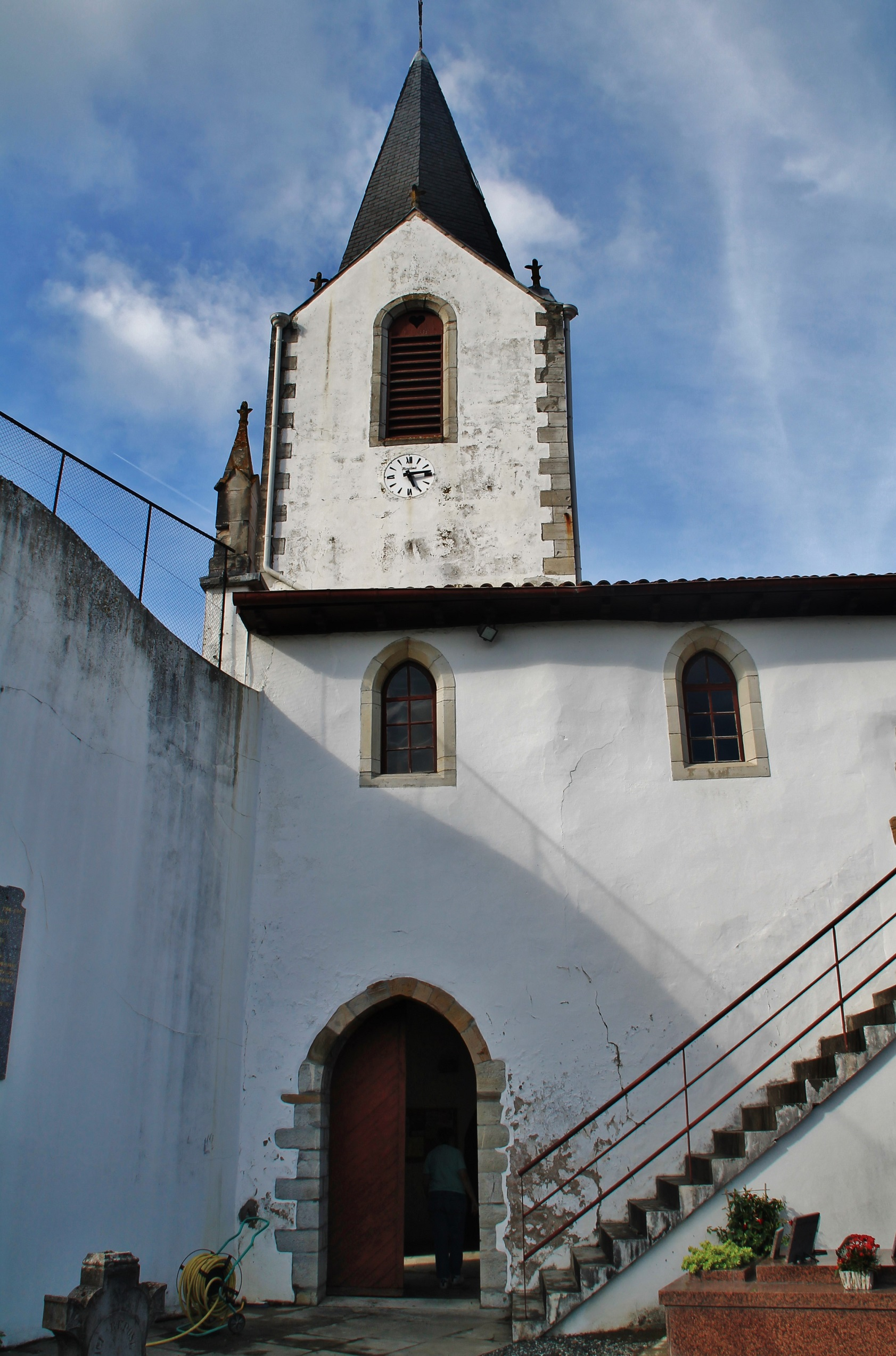
Церковь Успения Божьей Матери
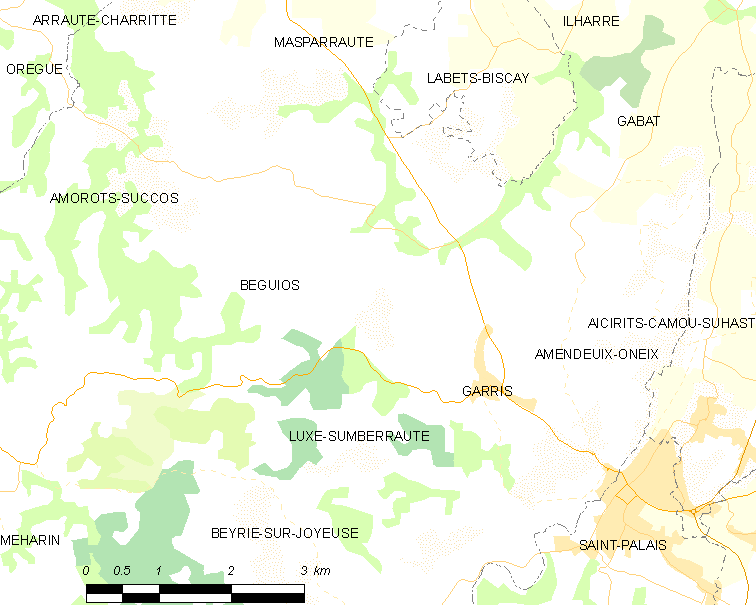
Карта коммуны